# 하나저축은행
하나저축은행(영어: Hana Savings Bank)은 하나금융그룹 계열 상호저축은행으로 본점은 강남역에 있다. 제일2저축은행과 에이스저축은행 패키지를 하나금융지주가 인수하여 2012년 2월 출범하였다. 2012년 9월 한국저축은행을 흡수 합병하였다.

## 영업점
- 본점영업부:서울특별시 강남구 테헤란로 127
- 인천지점:인천광역시 남동구 인하로 507번길 38